# Слави Чакъров
Слави Стойков Чакъров е български партизанин, офицер, генерал-майор.

## Биография
Роден е на 10 юли 1916 г. в пловдивското село Чехларе, община Брезово, носило името Морозово от 09.04.1950 до 23.09.1969 г. Учи в гимназиите в Стара Загора, Копривщица и Казанлък, но е изключен поради участие в ученическа стачка.
От 1932 г. членува в БКМС, а в БКП от 1934 г. От 1934 до 1937 г. работи при родителите си. През 1939 г. завършва средна реална гимназия в Пловдив. След това учи право в Софийския университет, но завършва само 2 семестъра. От 1942 г. е секретар на Окръжния комитет на РМС в Пловдив. Между 1935 и 1937 г. е член на Районния комитет на БКП.
Участва в Съпротивителното движение по време на Втората световна война. Партизанин от Първа средногорска бригада „Христо Ботев“ и сътрудник на щаба на Втора Пловдивска въстаническа оперативна зона.
След 9 септември 1944 г. е секретар на Окръжния комитет на РМС в Пловдив и член на ОК на БКП в града. Завършва курс за офицери във Военното училище в София (1945 – 1946). От 1946 до септември 1947 г. е началник на Разузнавателния отдел на трета армия във Варна. Между 1947 и май 1948 г. е началник на специалния отдел на трета армия в Шумен. След това е заместник-началник на Разузнавателния отдел на Министерството на отбраната (май 1948 – октомври 1949). Учи в академията „Фрунзе“ в СССР (1949 – 1952). След завръщането си от СССР е назначен за заместник-началник на Организационно-мобилизационното управление на Министерството на отбраната. Остава на този пост до 1953 г. От март 1953 г. е командващ Граничните войски, като при сливането на Гранични и Вътрешни войски е преназначен на длъжността заместник-началник на Управление на войските при МВР. От 14 септември 1954 г. е генерал-майор.
Публикува свои спомени в книгата „През огъня. Партизански спомени“ (Изд. „Хр. Г. Данов“, Пловдив) през 1989 г.

## Образование
- Народно военно училище „Васил Левски“ (октомври 1945 – септември 1946), курс за старши офицери
- Военна академия „Фрунзе“ (септември 1949 – октомври 1952)